# モンス・カルペSC
モンス・カルペSC（Mons Calpe Sports Club）は、イギリスの海外領土・ジブラルタルをホームタウンとするサッカークラブである。

## 歴史
2013年に創設された。
2013-14シーズンにジブラルタルの2部リーグで2位の成績を残したが、昇格プレーオフでセント・ジョセフスに0-2で敗れた。
2015-16シーズンにも2部リーグで2位の成績を残した。2016年5月31日にヴィクトリア・スタジアムで開催された昇格プレーオフで、ブリタニアXIに2-1で勝利してプレミアディヴィジョン昇格を果たした。
2016年8月にアメリカ合衆国のフロリダ州マイアミを拠点とするRSGグループがクラブの過半数を取得して所有権を獲得した。2016-17シーズンにプレミアディヴィジョンで5位の成績を残した。
2017-18シーズンにルイス・マヌエル・ブランコ監督の下で、ロック・カップ決勝に進出したが、エウロパに1-2で敗れて準優勝に終わった。
2018-19シーズンにロック・カップ準決勝に進出し、プレミアディヴィジョンでも4位の成績を残した。
2019-20シーズンにもロック・カップ準決勝に進出したが、新型コロナウイルス感染症の世界的流行の影響で大会は中止された。
2020-21シーズンはナショナルリーグで4位に終わったが、ロック・カップ決勝でリンカーン・レッド・インプスがグラシス・ユナイテッドを破って優勝したことにより、繰り上げでUEFAヨーロッパカンファレンスリーグ 2021-22出場権を獲得した。リンカーン・レッド・インプスはナショナルリーグで優勝し、UEFAチャンピオンズリーグ 2021-22出場権を獲得していた。

## タイトル

### 国内タイトル
- なし

### 国際タイトル
- なし

## 過去の成績
| シーズン | ディビジョン           | ディビジョン | ディビジョン | ディビジョン | ディビジョン | ディビジョン | ディビジョン | ディビジョン | ディビジョン | ロック・カップ |
| シーズン | リーグ                 | 試           | 勝           | 分           | 敗           | 得           | 失           | 点           | 順位         | ロック・カップ |
| -------- | ---------------------- | ------------ | ------------ | ------------ | ------------ | ------------ | ------------ | ------------ | ------------ | -------------- |
| 2013-14  | セカンドディヴィジョン | 22           | 13           | 3            | 6            | 50           | 29           | 42           | 2位          | 1回戦敗退      |
| 2014-15  | セカンドディヴィジョン | 26           | 10           | 3            | 13           | 62           | 63           | 33           | 8位          | 1回戦敗退      |
| 2015-16  | セカンドディヴィジョン | 22           | 17           | 2            | 3            | 82           | 12           | 53           | 2位          | 2回戦敗退      |
| 2016-17  | プレミアディヴィジョン | 27           | 13           | 3            | 11           | 44           | 35           | 42           | 5位          | 2回戦敗退      |
| 2017-18  | プレミアディヴィジョン | 27           | 14           | 2            | 11           | 48           | 35           | 44           | 5位          | 準優勝         |
| 2018-19  | プレミアディヴィジョン | 27           | 15           | 4            | 8            | 63           | 29           | 49           | 4位          | 準決勝敗退     |
| 2019-20  | ナショナルリーグ       | 18           | 10           | 3            | 5            | 49           | 29           | 33           | 7位          | 中止           |
| 2020-21  | ナショナルリーグ       | 20           | 10           | 2            | 8            | 36           | 35           | 32           | 4位          | 準々決勝敗退   |
| 2021-22  | ナショナルリーグ       |              |              |              |              |              |              |              | 位           | 準々決勝敗退   |

## 欧州の成績
| シーズン | 大会                               | ラウンド  | 対戦相手       | ホーム | アウェー | 合計 |  |
| -------- | ---------------------------------- | --------- | -------------- | ------ | -------- | ---- |  |
| 2021-22  | UEFAヨーロッパカンファレンスリーグ | 予選1回戦 | サンタ・コロマ | 1-1    | 0-4      | 1-5  |  |